# Платон (Малиновский)
Архиепи́скоп Плато́н (в миру Павел Малиновский; 2-я пол. XVII, Черниговский полк — 14 (25) июня 1754, Москва) — епископ Русской православной церкви, архиепископ Московский и Севский, первоприсутствующий член Святейшего cинода с 1753 года.

## Биография
По окончании Киево-Могилянской академии с 1721 года служил её префектом в сане иеромонаха, преподавателем грамматики, философии и психологии, в 1723 года по требованию Синода переведён на ту же должность в Московскую славяно-латинскую академию, являлся «ординарным копционатором» и проповедником, с 30 ноября 1726 года преподавал богословие.
15 марта 1727 года по собственному прошению (по болезни) был уволен в Киево-Печерскую лавру. Здесь, «предавшись подвигам иноческой жизни, думал он навсегда остаться», но в 1729 году был назначен ректором Харьковского коллегиума, преподавателем богословия и архимандритом Куряжского Преображенского монастыря близ Харькова.
17 марта 1730 года по рекомендации архиепископа Киевского и Галичского Варлаама (Вонатовича) Синод избрал Платона, как «человека учёного и жития честного», киево-печерским архимандритом, однако «братство печерское, по-видимому… не желало иметь его своим начальником». 18 апреля того же года императрица Анна Иоанновна отменила это назначение, и настоятелем Печерской обители стал архимандрит Роман (Копа).
14 апреля 1731 года перемещён настоятелем костромского Ипатьевского монастыря.
21 июля 1730 года назначен членом Святейшего синода.
Есть известие, что из Ипатьевского монастыря Платон вскоре был переведён в Высоко-Петровский монастырь в Москве.
В это время, в пору борьбы двух духовных партий, во главе одной из которых стоял архиепископ Феофан Прокопович, архимандрит Платон был противником Прокоповича. За защиту книги «Камень веры» был 12 августа 1731 года арестован и предан суду Тайной канцелярии, неоднократно подвергаем телесным истязаниям.
13 декабря 1738 года лишён сана и монашества и с мирским именем Павла сослан в Камчатку на всегдашнее пребывание.
Местный преосвященный Иннокентий (Неронович) сделал его учителем своей архиерейской школы, и когда вступила на престол императрица Елизавета Петровна, ходатайствовал о возвращении ему сана. Святейший синод на основании милостивого манифеста о невинно-ссыльных вернул Платону сан архимандрита и постановил назначить его настоятелем в один из московских монастырей. Но Платон отпросился на уединённое житие в Киево-Печерский монастырь.
После коронации Елизаветы Платон 19 сентября 1742 года в Успенском соборе в Москве в присутствии государыни хиротонисан был во епископа Сарского и Подонского (Крутицкого) на только что освободившееся место архиепископа Леонида, ушедшего 1 сентября на покой.
В 1744 года преосвященный Платон был назначен членом Синода и получил сан архиепископа. Оставаясь в Москве, преосвященный Платон был первенствующим членом Московской Святейшего синода конторы и управлял Московской епархией, так как московская кафедра после смерти Иосифа Волчанского вдовствовала.
21 марта 1748 года Платон был назначен архиепископом Московским и Владимирским; 16 мая для него установлен был титул архиепископа «Московского и Севского».
В 1751 года был вызван в Петербург для присутствования в Синоде.
В епархиальной истории преосвященный памятен выделением собственного епархиального управления из области бывшего патриаршего, потом синодального управления в Москве; он основал епархиальную кафедру в Чудовом монастыре, вывел из синодального дома епархиальную консисторию, завёл иподиаконов, отдельных от синодальных, положил начало своему архиерейскому Чудовскому хору, получившему известность, назначил особых духовников, экзаменаторов, ставленников и т. п.
Управление Московской епархией ознаменовано было устройством церковных домов для причтов, отменой телесных наказаний для причетников, учреждением должности благочинных.
Как епархиальный администратор преосвященный Платон был человек просвещённых и гуманных воззрений, заботливый, внимательный. Окружным предписанием по епархии в 1753 году он обязал духовенство изучить катехизическое учение и всё, что касается их должности. Начальствующим монастырей рекомендовал обращаться с подчинёнными не жестокосердно, но кротко, утверждая их в житии монашеском не жезлом ярости и биения, но словом кроткого наставления и собственной жизнью; немощи их сносить терпеливо, держать жезл правления без гордости над подчинёнными, а в сознании, что держащий такой жезл является кормчим духовного корабля; пасти врученную паству, как своих детей, всем оказывать равную любовь, малодушных утешать, немощных утверждать и врачевать духом кротости. Инструкция благочинным, выданная преосвященным, содержала в себе подробные и заботливые наставления почти по всем сторонам епархиальной жизни. Эта инструкция долго служила руководством, пока не была заменена инструкцией Платона (Левшина).
Преосвященный, по отзыву историка Московского епархиального управления, был покровителем духовного образования, защитником духовенства от столь обычных в то время притеснений сильных и знатных людей, ревнителем скорого и справедливого суда.
Скончался 15 июня 1754 года и погребен в Михайло-Архангельской церкви Чудова монастыря.
После его кончины осталось только 20 рублей, и те, по его завещанию, были розданы неимущим.

## Труды
- Слово в неделю вторую по сошестии св. Духа. М., 1742.
- Два слова на тезоименитство императрицы Елизаветы Петровны. М., 1744 и М., 1746.
- Два слова на день рождения Елизаветы. М., 1745, М., 1752.
- Слово на день восшествияЕлизаветы на престол. М., 1747.
- Письмо с отказом от архиерейства (напеч. в ст. Чистовича Феофан Прокопович).
- [Сокращенная христианская богословия] (учебное руководство для древней академии). На 5 сентября. М., 1746.